# Český klub fotografů amatérů
Český klub fotografů amatérů byl založen roku 1902 v Praze. Vznikl rozdělením klubu s názvem Klub fotografů amatérů, který vznikl v roce 1889, na český a německý. Klub vydával časopisy Fotografický věstník a Fotografický obzor. Dnes funguje jako zapsaný spolek s názvem Český klub fotografů amatérů Nekázanka.

## Členové
Ve svých 17 letech v roce 1932 byl do klubu přijat fotograf Jan Lukas (1915–2006). Dalšími známými členy byli např.:
- Jaroslav Krupka (1884–1947)
- Vladimír Jindřich Bufka (1887–1916)
- Josef Větrovský (1897–1944)
- Karel Hájek (1900–1978)
- Jindřich Hatlák (1901–1977)
- Zdeněk Maria Zenger (1913–1988)
- Karel Kuklík (1937–2019)